# Мюррей Елпер
Мюррей Елпер (англ. Murray Alper), (*11 січня 1904 —†16 листопада 1984) — американський актор. Зіграв багато епізодичних ролей у кіно. З'являвся на екрані у ролях таксистів, букмекерів, поліцейських та солдатів.

## Вибрана фільмографія
- 1930 — Королівська родина Бродвею — МакДермотт
- 1935 — Руки на столі — візник
- 1936 — Зима на порозі — Луї
- 1938 — Золотошукачі у Парижі — таксист
- 1938 — Ковбой та леді — ковбой на ранчо
- 1939 — Король злочинного світу — Едді
- 1939 — Ревучі двадцяті, або Доля солдата в Америці — механік у гаражі Флетчера
- 1939 — Ніч ночей — Маггінс
- 1941 — Містер та місіс Сміт — Гарольд, таксист
- 1941 — Щиро твій — Блер
- 1941 — Енергія — монтер
- 1941 — Мальтійський сокіл — Френк Річмен
- 1941 — На шляху до Мексики — Флуд
- 1942 — Так бажає леді — Джо Квіг
- 1942 — Диверсант — Мак, водій вантажівки
- 1943 — Військово-повітряні сили — капрал Бутч
- 1943 — Не час для кохання — Моран
- 1943 — Це армія — солдат
- 1943 — Корвет К-225 — Джонс
- 1944 — Леді у ночі — таксист
- 1944 — На одному крилі та молитві — Бенджамін О'Ніл
- 1946 — Янгол на моєму плечі — Джим, візник
- 1947 — Довга ніч — бармен
- 1947 — Гангстер — Едді
- 1952 — Тому що ти моя — сержант-постачальник
- 1953 — Три моряки та дівчина — морський піхотинець
- 1957 — Малюк Нельсон — Алекс
- 1959 — Молоді філадельфійці — продавець у їдальні
- 1959 — Скажи лише одне для мене — Отто
- 1963 — Схиблений професор — Джим